# Úmar ibn Wíghran ibn Mandil
Úmar ibn Wíghran ibn Mandil (àrab: عمر بن ويغرن بن منديل, ʿUmar b. Wīḡran b. Mandīl) fou emir dels Awlad Mandil del Chelif.
Els abdalwadites havien aconseguit imposar el seu domini als maghrawes vers el 1295. Mort a Fes l'emir Thàbit ibn Mandil, el seu fill segon, Ràixid, va continuar les gestions amb el sultà marínida Yússuf ibn Yaqub, que estava en guerra amb els abdalwadites. Yússuf es va casar amb la seva neboda, filla de Muhàmmad ibn Thàbit ibn Mandil i el 1299, durant el setge de Tlemcen, van restaurar l'emirat i el van donar a Úmar ibn Wíghran ibn Mandil (vers 1299-1303). El germà de l'esposa del sultà marínida, Ràixid ibn Muhàmmad ibn Thàbit, esperava ser l'escollit, i decebut, es va posar al servei dels prínceps hàfsides de Bugia i es va revoltar a la Mitidja; va aconseguir el suport de les tribus maghrawes i es va produir un aixecament a Mazuna, i va enderrocar a Úmar que va morir a la lluita (vers 1303).